# Arthur O. Lovejoy
Arthur Oncken Lovejoy (ur. 10 października 1873 w Berlinie, zm. 30 grudnia 1962 w Baltimore) – amerykański historyk filozofii, uznawany za prekursora historii idei.

## Życiorys
Specjalizował się w historii filozofii i historii literatury. Pracował na Johns Hopkins University, gdzie założył History of Ideas Club. W 1936 wydał pracę: The Great Chain of Being (wyd. polskie: Wielki łańcuch bytu: studium z dziejów idei, 1999). W 1940 założył czasopismo „Journal of the History of Ideas”.

## Publikacje
- Arthur O. Lovejoy, Kant and Evolution I
- Arthur O. Lovejoy, Kant and Evolution II